# Geomag

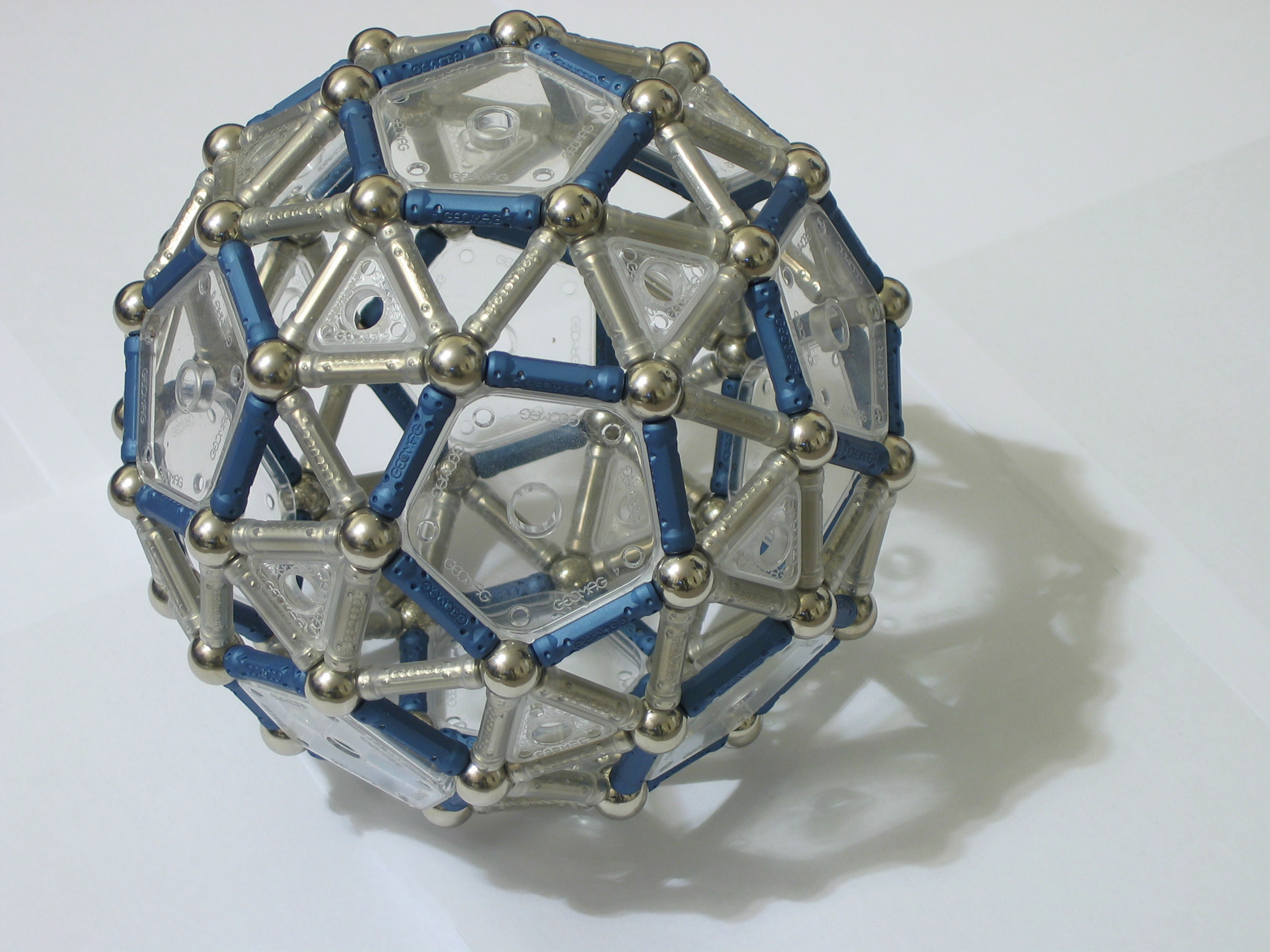
Geomag

Geomag je stavebnice fungující na magnetickém principu, v roce 1998 ji vytvořil Claudio Vincentelli. Geomag se skládá z tyček obalených plastem o délce 27 mm a o šířce 7,4 mm, z ocelových kuliček o průměru 12,7 mm a z umělohmotných panelů. Magnetickým spojováním těchto prvků je možné sestavit rozličné geometrické útvary a struktury.
Panely jsou barevné geometrické tvary (trojúhelníky, čtverce, kosočtverce a pětiúhelníky), které se mohou vkládat do volných míst mezi tyčky a kuličky pro zpevnění tvarů.
Stavebnice se prodává v baleních o různých velikostech, od 14 do 1450 kousků. Příklady vyráběných sad jsou:

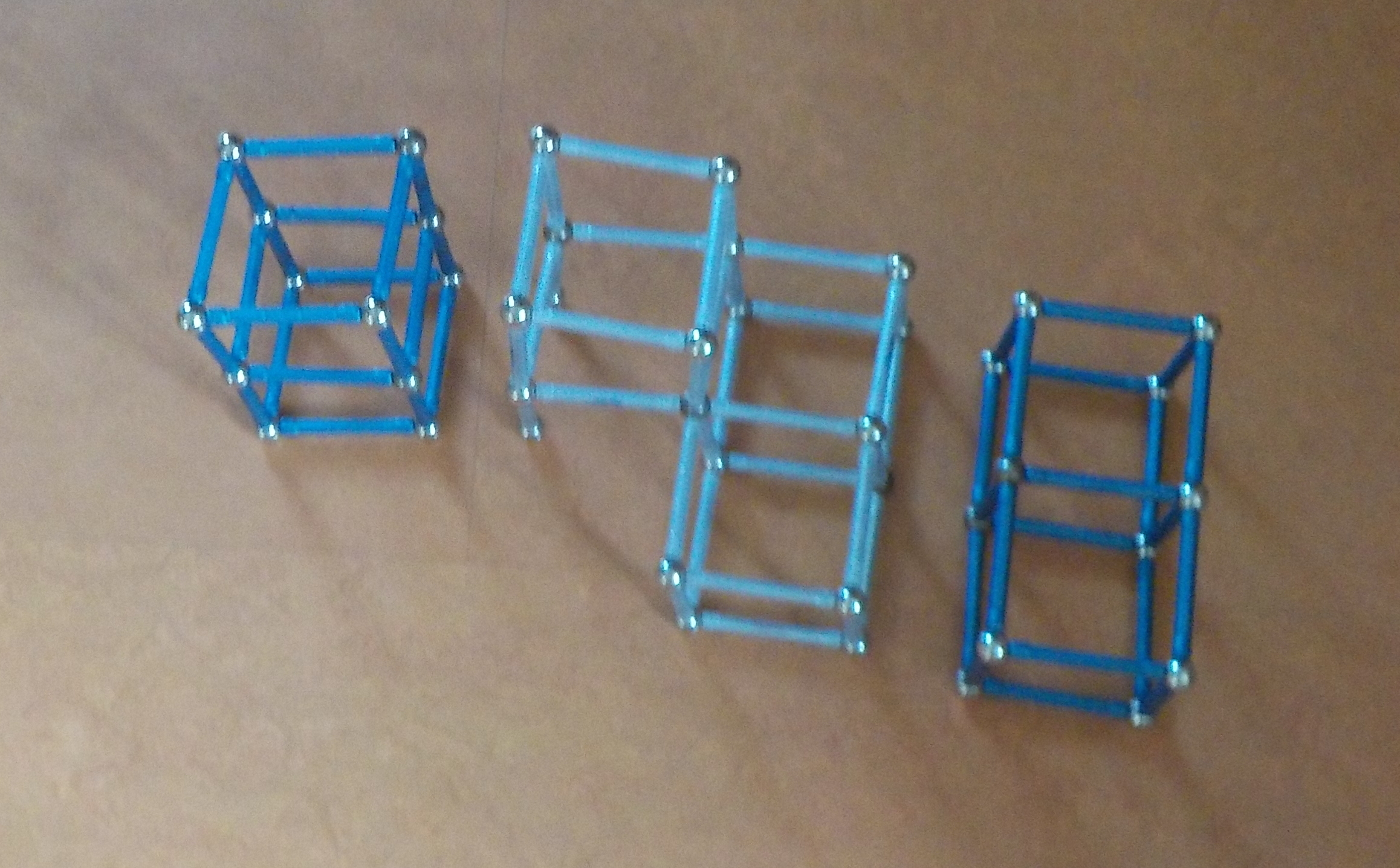
Stavby z Geomagu

- DekoPanels
- DekoPanels themed set
- Dynamic
- Pastelles
- Stavby z GeomaguPastelles Panels
- Color
- Edition
- Glow
- Metal
- Panels
- Magnetic Challenge
- Collection
- Panels